# Capitaine vaudou
Capitaine vaudou est un jeu de rôle français d'aventure sur le thème des pirates, publié par les éditions Jeux Descartes en 1991. Ses règles sont basées sur le système SimulacreS publié auparavant par le magazine Casus Belli,.
Une nouvelle édition est co-publiée par Monolith et Black Book Éditions en juin 2020.

## Univers
En grande partie historique, il plonge les joueurs dans l'univers des pirates des Caraïbes au XVIIe siècle, en y ajoutant une très forte part de magie vaudou. Ainsi la plupart des personnages ont un Loa, un esprit tutélaire dont ils n'ont pas forcément conscience, mais qui pourra les aider un jour. Les autres sont d'intrépides pirates capables des plus grandes prouesses.
L'univers du jeu s'inspire du roman de Tim Powers Sur des mers plus ignorées (On Stranger Tides), paru en 1987.

## Gamme
- Capitaine Vaudou, Jeux Descartes (janvier 1991)  (ISBN 2-7408-0015-0). Livre de base.
- Capitaine Vaudou, deuxième édition, Black Book Éditions (juin 2020)  (ISBN 978-2-36328-888-2). Livre de base.
- Écran du MJ, Black Book Éditions (juin 2020)  (ISBN 978-2-36328-892-9). Écran.
- Dés, Black Book Éditions. Accessoire.

## Accueil
Didier Guiserix, évoquant la première édition du jeu dans Le Livre des jeux de rôle en 1997, remarque qu'il se prête à des ambiances variées : intrigues politiques, scènes de navigation épiques ou bien un ton plus proche du "médiéval-fantastique" pour tout ce qui touche aux cultures d'Amérique centrale et à la magie vaudou. Julien Pirou qualifie le jeu d'excellent.
À la parution de la deuxième édition du jeu, le critique du magazine Casus Belli apprécie le thème, les règles simples, les illustrations et le grand nombre de scénarios fournis ; il déplore un manque de didactisme dans l'écriture des scénarios, quelques points de règles désinvoltes et un étui conçu pour accueillir uniquement le livre de base (sans l'écran ou les fiches). Le jeu reçoit une critique globalement favorable du site SciFi-Universe, qui en apprécie l'univers « riche et fun » et les règles « simples (sans être simplistes) », mais déplore une gamme moins complète que celle d'autres jeux aux thèmes proches, 7e Mer et Pavillon noir.

## Adaptation
Capitaine Vaudou est adapté en bande dessinée chez Delcourt à partir de 2022, avec au scénario Jean-Pierre Pécau (l'un des auteurs du jeu de rôle), Darko Perović au dessin et Sarago à la couleur.